# Echten (Friesland)
Echten (Fries: Ychten; Stellingwerfs: Echten) is een dorp in de gemeente De Friese Meren, in de Nederlandse provincie Friesland. Echten ligt ten noordoosten van Lemmer en ten zuiden van het Tjeukemeer.
De plaatselijk belangvereniging De Trije Doarpen behartigt de belangen van de dorpen Echten en net nabijgelegen Echtenerbrug en Delfstrahuizen.
In 2023 telde het dorp 250 inwoners. De buurtschap Commissiepolle ligt in hetzelfde postcodegebied als Echten.

## Geschiedenis
De plaats werd vanaf de 13e eeuw vermeld als Acthne, Echene en Echtna. In 1511 lag de plaats in de grietenij van de Lemster fyfgea. Dat het dorp oud is, blijkt wel uit oude stukken van het jaar 1200, er woonden toen 23 gezinnen. De Sint-Laurentiuskerk in het oosten van het dorp dateert oorspronkelijk uit de 13e eeuw heeft een rijke historie en is genoemd naar de heilige Laurentius.
Begin 1825 was de kerk een schuilplaats en de redding voor veel mensen bij een grote overstroming als gevolg van dijkdoorbraken. Het water stond op veel plaatsen 1.50 meter boven maaiveld. Van de 182 woningen die destijds in Echten stonden, werden er meer dan 150 deels zwaar beschadigd. Juist in die tijd waren de verveningen nog in volle gang. De op het veld staande voorraden turf spoelden weg en het vee verdronk, met grote armoede tot gevolg.
Tot 1 januari 2014 behoorde Echten tot de gemeente Lemsterland.

## Geografie
In het gebied van Echten zijn in de 19e eeuw enkele vaarten gegraven voor de afvoer van turf. Een voorbeeld hiervan is de in zuidoostelijk gebied gelegen Klijnsmavaart. Verder de Middenvaart en de Gieterse Vaart, welke meer op het gebied van Oosterzee ligt. Oorspronkelijk een gebied met veel bos afgewisseld met stukjes weidegrond. Later na 1750 is dit gebied voor een groot deel vergraven voor turfwinning en heeft het gebied in de loop der jaren grote veranderingen ondergaan.
Rond 1840 is men begonnen de uitgeveende plassen droog te malen en in cultuur te brengen. Waar eens de veengravers werkten kwamen nu de boeren. Land was water geworden en water werd weer land.
Het Tjeukemeer is met zijn 2116 hectare het grootste meer van Friesland. In 1856 had men plannen tot inpolderen van het meer afgerond. Zo moesten er 6 watermolens worden gebouwd, een sluis, enkele kilometers vaart worden gegraven, alsmede wegen worden aangelegd. De totale kosten werden geraamd op fl. 459.165,00 of omgerekend fl. 218,65 per ha.
Dat het plan niet is uitgevoerd, kwam omdat er onvoldoende financiële middelen binnenkwamen en de grondsoort niet al te besta was als polderbodem. Hierdoor is het Tjeukemeer behouden gebleven.

## Bezienswaardigheden

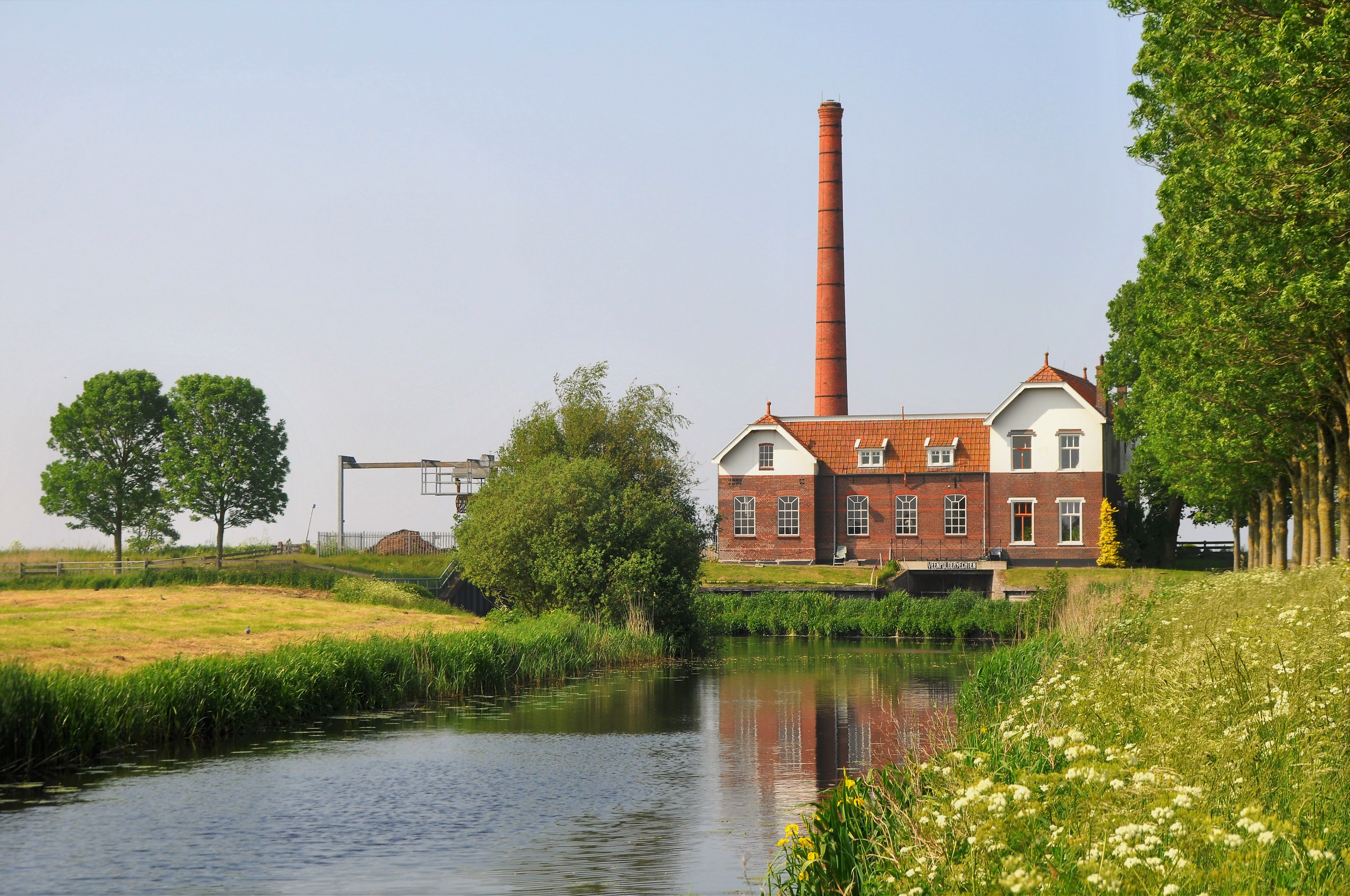
Gemaal Echten

Aan het Tjeukemeer staat het gemaal Echten dat het water loost op de Friese boezem. Bij het gemaal staat het standbeeld van Tsjûke en March. Bij dat standbeeld wordt een tekst vermeld die het ontstaan van het Tsjûkemar verklaart.
Voor de watersporter zijn er een paar eilanden in het meer gemaakt met de toepasselijke namen Tsjûkepolle en Marchjepolle.

## Openbaar vervoer
- Lijn 48: Heerenveen - Rottum - Sintjohannesga - Rotsterhaule - Rohel - Vierhuis - Delfstrahuizen - Echtenerbrug - Echten - Oosterzee - Lemmer

## Geboren in Echten
- Æbele Everts Kluwer, (22 november 1861), grondlegger van NV Uitgeversmaatschappij Æ.E. Kluwer. Overleed op 16 mei 1933 op zijn buitenhuis “Octavo” in Epse.
- Hendrik Freerk Tillema, (5 juli 1870), apotheker en limonade fabrikant in eerste gewapende betonfabriek met lopende band in Semarang, Indonesië. Schrijver,fotograaf en filmmaker. Gemeenteraadslid Semarang. Overleed in 1952 in Bloemendaal.
- Klaas Jansma (4 januari 1949), schrijver en radiopresentator